# Norman Rockwell

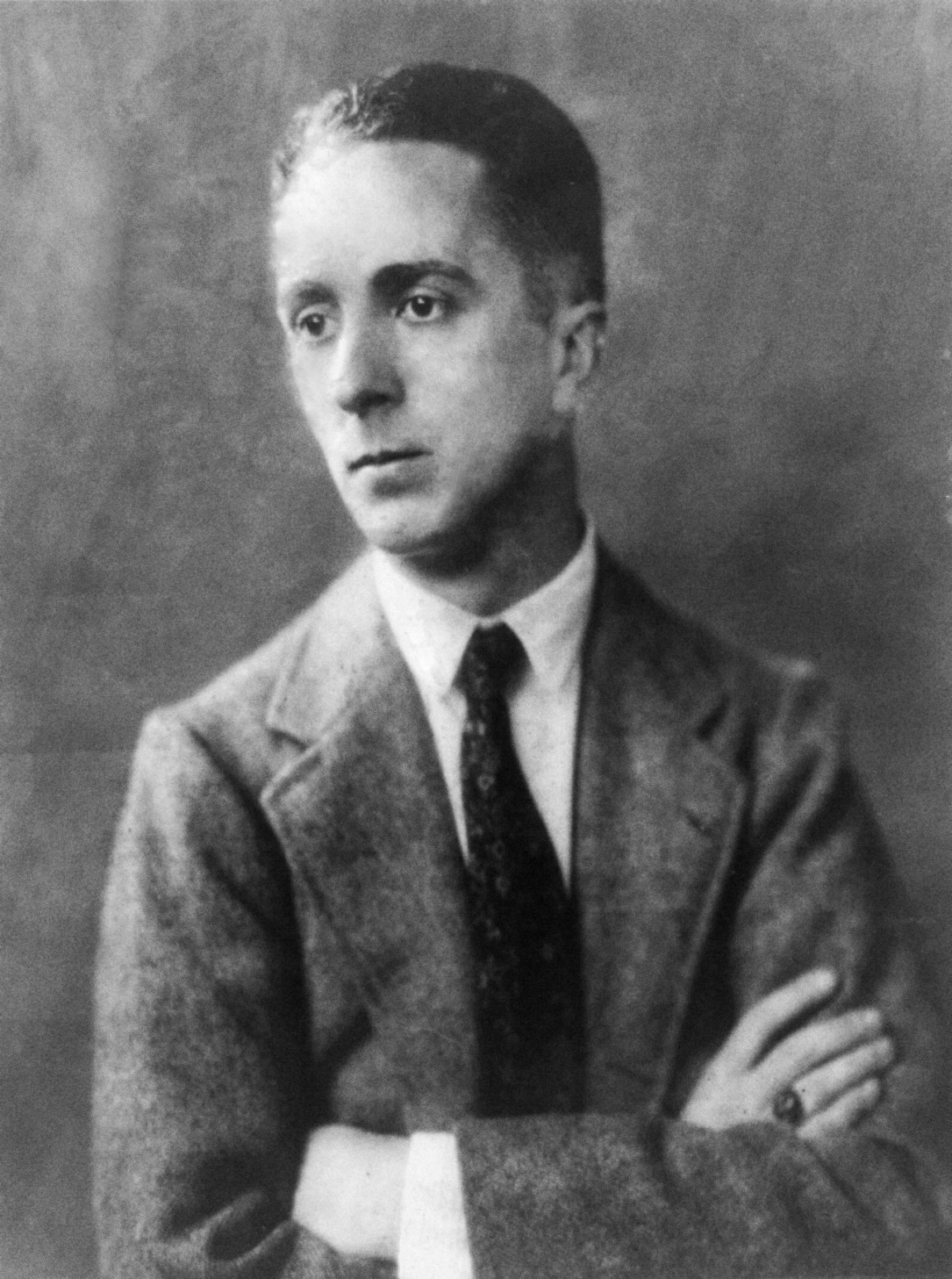
Norman Rockwell (bis 1921)

Norman Percevel Rockwell (* 3. Februar 1894 in New York; † 8. November 1978 in Stockbridge, Massachusetts) war ein US-amerikanischer Maler und Illustrator des frühen 20. Jahrhunderts. Über mehr als 40 Jahre schuf er insgesamt 322 Titelbilder der Saturday Evening Post, was ihm eine hohe Popularität verschaffte. Ebenfalls bekannt ist er für seine Illustrationen, Kalender und Cover des Boys’ Life-Magazins für den großen amerikanischen Jugendverband Boy Scouts of America.
Rockwells Arbeiten gelten sowohl als amerikanisch-patriotisch wie auch als kommerziell und können zur Americana gezählt werden. Sie haben bis heute ebenso glühende Anhänger, zu denen unter anderem die amerikanischen Präsidenten Ronald Reagan und Bill Clinton zählen, wie kritische Verächter, die seine Arbeiten als Kitsch bezeichnen. In jedem Fall ist Rockwell einer der einflussreichsten und bekanntesten Künstler der US-amerikanischen Geschichte.

## Leben und Karriere
Schon als Kind zeichnet Norman Rockwell leidenschaftlich gerne. Im Alter von 14 Jahren fährt er regelmäßig vom Wohnort der Familie im Westchester County nach Manhattan, um dort an der Chase Art School Kunstkurse zu besuchen. Schließlich verlässt er mit 15 Jahren die Highschool, um zunächst an der National Academy School und später an der Art Students League of New York Kunst zu studieren. Dort trifft er unter anderem Thomas Fogarty, welcher ihm 1913 zu dem Posten des Artdirectors der Zeitschrift Boys’ Life verhilft. Drei Jahre später, im Alter von 22 Jahren, stellt sich Rockwell bei der Saturday Evening Post als Illustrator vor, welche noch im selben Jahr sein erstes Titelbild veröffentlicht.
Ebenfalls 1916 heiratet Rockwell Irene Cecilia O’Connor (1891–1934). 1918 tritt er der US Navy bei, verdient jedoch weiterhin Geld mit Illustrationen für die Post. Ein paar Jahre später experimentiert Rockwell mit „moderner“ Kunst an der Kunstakademie in Paris, jedoch duldet sein Herausgeber bei der Post das nicht. Neben seinen Post-Covern illustriert er ab 1924 auch die Boy Scout-Kalender. Nach mehreren persönlichen und beruflichen Krisen lässt Rockwell sich 1930 von seiner ersten Frau scheiden und heiratet kurz darauf die Lehrerin Mary Rhodes Barstow (1907–1959). Aus dieser Ehe gingen die Söhne Jarvis Waring (* 1931), Thomas Rhodes (* 1933) und Peter Barstow Rockwell (1936–2020) hervor. In den nächsten neun Jahren unternimmt Rockwell viele Reisen und die Familie zieht mehrfach um. In den Jahren des Zweiten Weltkriegs schafft Rockwell viele Werke, die den Kriegseinsatz und die Kriegsmoral unterstützen sollten und zu Propagandazwecken genutzt wurden. 1941 wird außerdem Rockwells erste Einzelausstellung im Milwaukee Art Institute eröffnet, welche allerdings eher unbemerkt bleibt. Unter der Anordnung eines neuen Artdirectors der Post wird Rockwells Stil in den Jahren von 1943 bis 1944 immer detaillierter. Außerdem steigt seine Popularität zunehmend, beispielsweise erscheint 1945 ein zweiteiliger Artikel im New Yorker und 1946 wird seine erste Monografie, veröffentlicht von Arthur Guptill, zum Bestseller. Seine Popularität verhilft Rockwell zu immer mehr Einfluss, so gehört er zu den Begründern der Famous Artist School of Westport (Connecticut), welche unter anderem angehende Illustratoren ausbildet.
Nach seinem Erfolg mit dem Titelbild Saying Grace, das 1951 die Thanksgiving-Ausgabe der Post schmückte, plagen den immer häufiger als belanglos kritisierten Künstler weiterhin Depressionen, und die Familie zieht nach Stockbridge (Massachusetts) um. Dort stirbt 1959 seine zweite Frau.
1960 erscheinen Rockwells Memoiren als Fortsetzung in der Post und auch die gesammelte Version My Adventures as an Illustrator wird zum Bestseller.

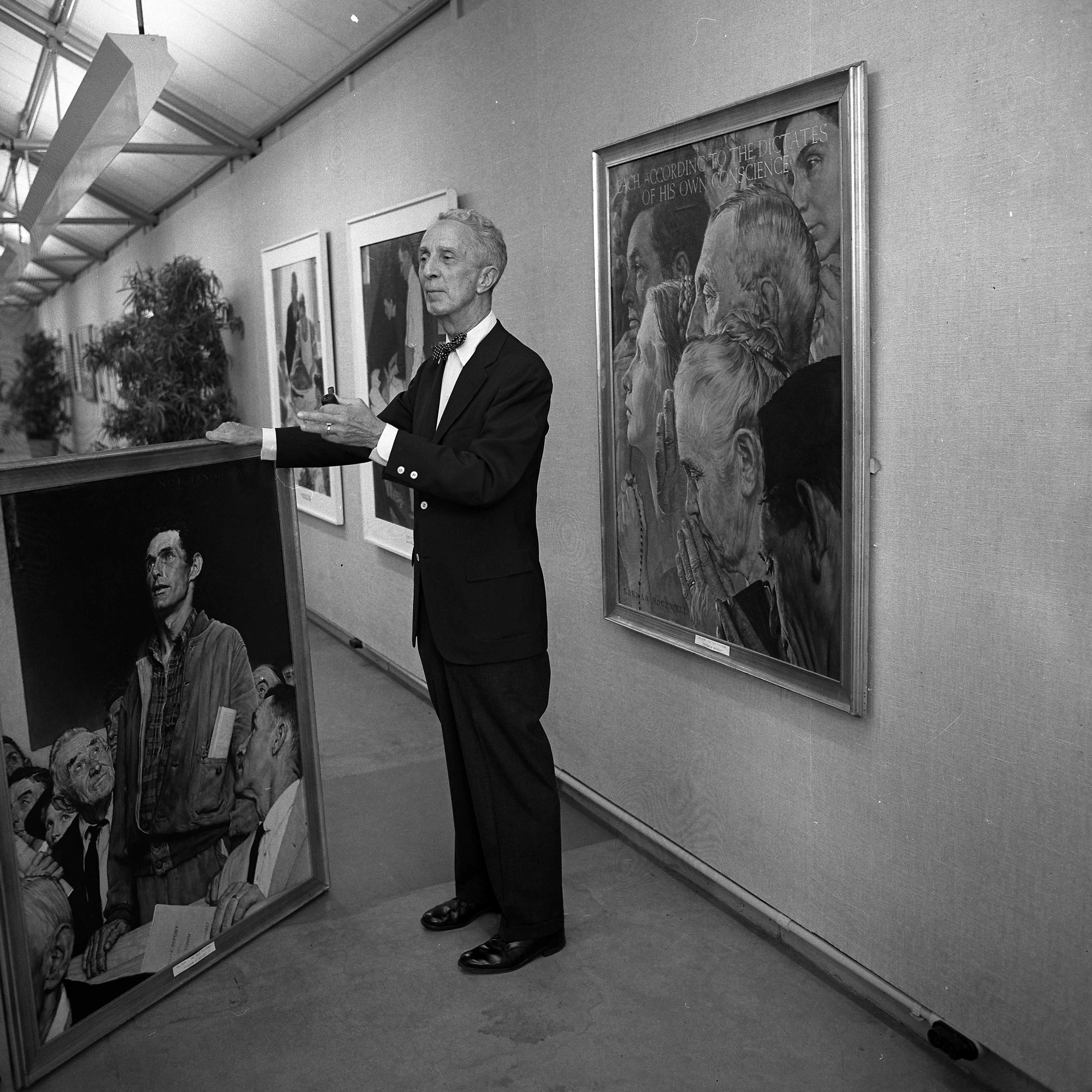
Rockwell bei einer Ausstellung seiner Bilder in Los Angeles (1965)

Nach 47 Jahren bei der Post erscheint 1963 sein letztes Titelbild für diese Zeitschrift, ein Jahr später setzt er sich in seinen Arbeiten für die Zeitschrift Look mit aktuellen gesellschaftlichen Themen auseinander. In den späten 1960er Jahren werden seine Werke immer häufiger ausgestellt, unter anderem in den Danenberg Galleries in New York, jedoch erntet er abermals harsche Kritik. 1976 erscheint Rockwells letztes Titelbild für die Zeitschrift American Artist und nachdem er 1977 von Gerald Ford die Presidential Medal of Freedom verliehen bekommt, stirbt er 1978 im Alter von 84 Jahren aufgrund eines Lungenemphysems. Die First Lady Rosalynn Carter war bei seiner Beerdigung anwesend.

## Bekannte Werke

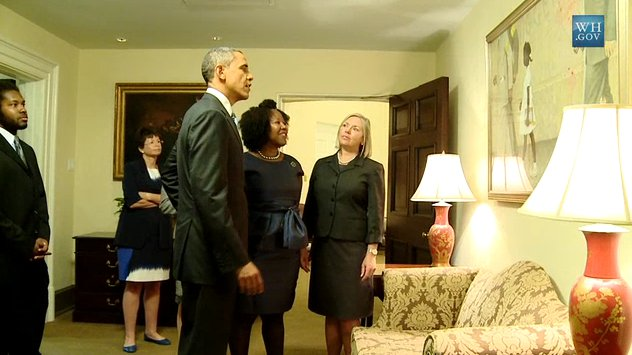
Ruby Bridges (2. von rechts) mit Präsident Obama vor The Problem We All Live With im Weißen Haus

Insgesamt schuf Rockwell über 2000 Werke, von denen jedoch viele nicht erhalten sind. Die meisten seiner Bilder zeigen alltägliche, realistisch gemalte Szenen eines häufig idealisierten amerikanischen Lebensstils, jedoch finden sich auch sozialkritische Bilder Rockwells wie beispielsweise The Problem We All Live With  oder Southern Justice.
1943 entstanden Rockwells bekannteste Werke, die vier Einzelbilder Four Freedoms (Die vier Freiheiten), die von einer Rede des Präsidenten Franklin Delano Roosevelt zum Thema Freiheit inspiriert worden waren.
Im Mai 1943 wurde Rockwells Rosie the Riveter Titelbild einer Ausgabe der The Saturday Evening Post. Das Bild zeigt eine nicht geschönte, sondern eher muskulöse Werftarbeiterin, die während einer Vesperpause auf einem Gerüstbalken vor einer US-amerikanischen Flagge sitzt. Die Füße der mit einer großen Nietpistole und verschiedenen Auszeichnungen versehenen Frau in Arbeitskleidung ruhen achtlos auf einer Ausgabe von Hitlers Mein Kampf. Das zugehörige Gemälde ist im Crystal Bridges Museum of American Art in Bentonville ausgestellt. Es war 2002 für knapp fünf Millionen Dollar beim Auktionshaus Sotheby’s ersteigert worden und ist eine bekannte kulturelle Ikone in den USA.
1964 schuf er mit The Problem We All Live With ein Bild, das die Rassentrennung in den Südstaaten der USA scharf angreift. Die 1960 per Gerichtsbeschluss durchgesetzte Einschulung eines schwarzen Schulmädchens, Ruby Bridges an einer ursprünglich nur Weißen vorbehaltenen Schule in Louisiana muss von Federal Marshals durchgesetzt werden, während hinter ihr an einer Mauer rassistische Parolen zu lesen sind. Präsident Barack Obama ließ 2011 eine Kopie des Gemäldes im Weißen Haus aufhängen.
In Deutschland ist vor allem Rockwells Santa Claus populär, der alljährlich zu Weihnachten in der Welt am Sonntag zusammen mit dem Artikel Gibt es einen Weihnachtsmann? abgedruckt wird.

## Hauptarbeiten

Norman Rockwells Werke
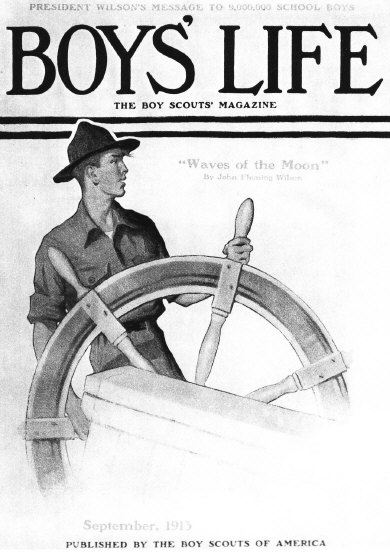
Titelbild des Boys’ Life  Magazins (1913)
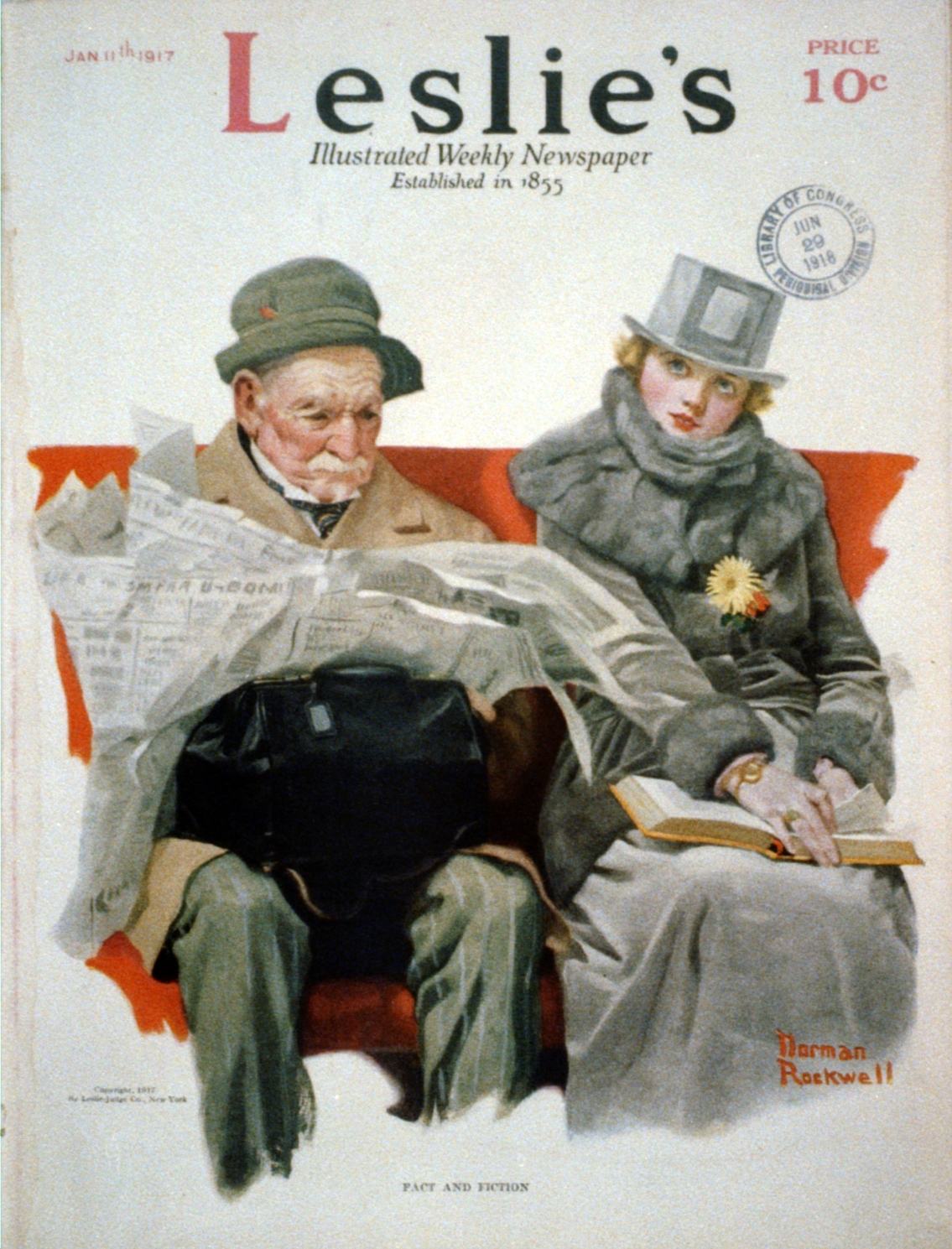
Titelbild der Leslie’s Zeitung (1917)
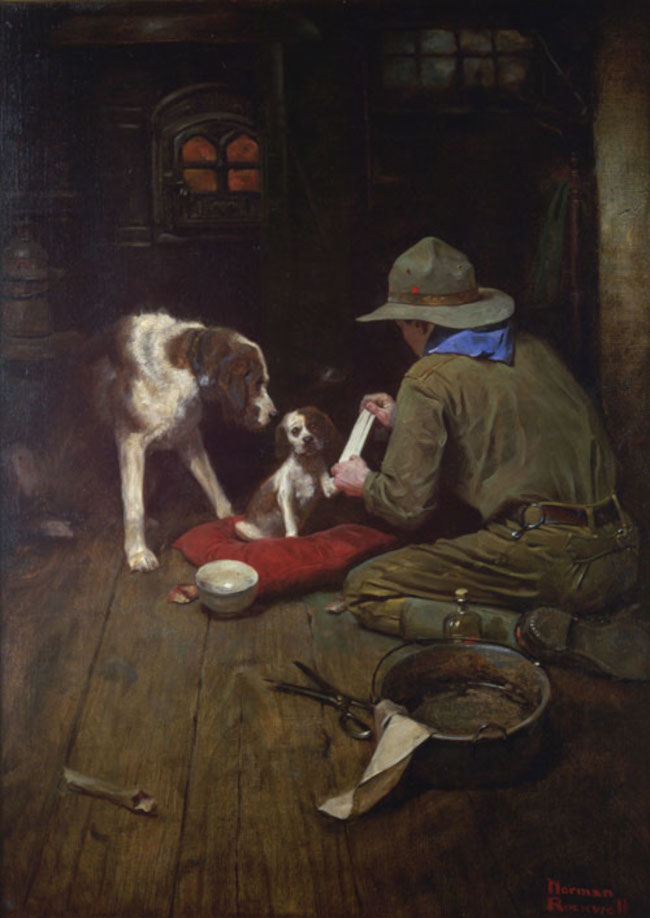
Kalenderblatt des Red Cross Magazins (1925)
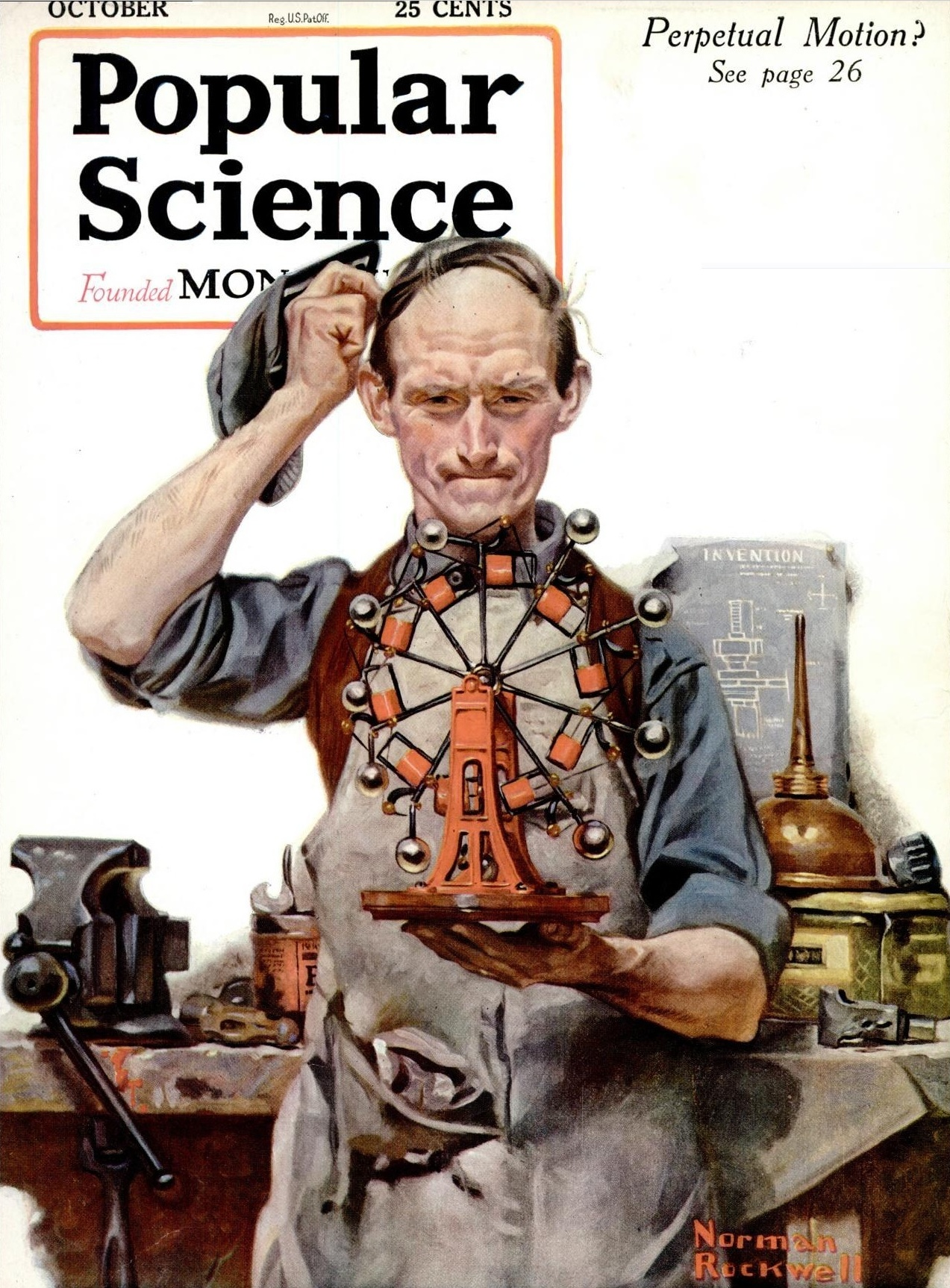
Titelbild des Popular Science Magazins (1920)

- Scout at Ship’s Wheel (die erste Cover-Illustration des Boys’ Life, September 1913)
- Santa and Scouts in Snow (1913)
- Boy and Baby Carriage (1916; erstes Saturday Evening Post-Cover)
- Circus Barker and Strongman (1916)
- Gramps at the Plate (1916)
- Redhead Loves Hatty Perkins (1916)
- People in a Theatre Balcony (1916)
- Tain’t You (1917; erstes Life magazine Cover)
- Cousin Reginald Goes to the Country (1917; erstes Country Gentleman-Cover)
- Santa and Expense Book (1920)
- Mother Tucking Children into Bed (1921; seine erste Frau Irene steht Modell)
- No Swimming (1921)
- Santa with Elves (1922)
- Doctor and Doll (1929)
- Deadline (1938)
- The Four Freedoms (1943)
  - Freedom of Speech (1943)
  - Freedom of Worship (1943)
  - Freedom from Want (1943)
  - Freedom from Fear (1943)
- Rosie the Riveter (1943)[15]
- Going and Coming (1947)
- Bottom of the Sixth (oder The Three Umpires; 1949)
- The New Television Set (1949)
- Saying Grace (1951)
- The Young Lady with the Shiner (1953)
- Walking to Church (1953)
- Girl at Mirror (1954)
- Breaking Home Ties (1954)
- The Marriage License (1955)
- The Scoutmaster (1956)[16]
- The Runaway (1958)
- A Family Tree (1959)
- Triple Self-Portrait (1960)
- Golden Rule (1961).
- The Connoisseur (1962).[17]
- The Problem We All Live With (1964)
- Southern Justice (Murder in Mississippi) (1965)[18]
- New Kids in the Neighborhood (1967)
- Russian Schoolroom (1967)
- The Rookie
- Spirit of 76 (1976)

## Würdigung
Trotz teils scharfer Kritik seitens der Kunstwelt gilt Norman Rockwell als der beliebteste Künstler Amerikas. Seine Werke werden bis heute zahlreich auf Postkarten und Zeitungscovern reproduziert und hängen mittlerweile in Museen neben anerkannten Künstlern wie etwa Picasso. Bei Auktionen erzielten seine Gemälde mehrere Millionen US-Dollar. Kritiker stellen Rockwells Werke besonders wegen deren Popularität und kommerziellem Nutzen infrage, sowie wegen ihrer übertrieben geschönten Darstellung des amerikanischen Lebens. Auch sein detaillierter, realistischer Stil wurde als eher illustratorisch denn künstlerisch kritisiert, vor allem, nachdem abstrakte Künstler wie beispielsweise Jackson Pollock zunehmend Ansehen in der Kunstwelt erlangten. Norman Rockwell spielte mit diesem Image und schuf 1962 das Werk The Connoisseur (dt. der Kunst-Kenner), welches einen Mann zeigt, der vor einem im Stil von Pollock gehaltenen Gemälde steht. Außerdem bezeichnete er sich selbst als Illustrator und gab seiner Autobiographie den Titel My Adventures as an Illustrator. In diesem Buch geht er auf S. 24 auch direkt auf die Kritik an seinem Stil und seinen Motiven ein, indem er sagt:

„The View of life I communicate in my pictures excludes the sordid and the ugly. I paint life as I would like it to be.“

„Die Sichtweise des Lebens, die ich in meinen Bildern kommuniziere, schließt das Morbide und Hässliche aus. Ich male das Leben so, wie ich es gerne hätte.“

Der größte Teil seiner Werke sowie zahlreiche Briefe, Fotografien und auch Fan-Post sind heute im Norman Rockwell Museum in Stockbridge ausgestellt. Das Museum wurde 1969 mit der Hilfe von Rockwell und seiner Frau gegründet und gehört zur American Alliance of Museums. 1993 zog das Museum in ein eigens zu diesem Zweck von Robert A. M. Stern entworfenes Gebäude um.
Seitdem sich das National Museum of American Art (Washington, D.C.) 1997 um eine moderne Neubewertung von Rockwells Werk bemühte und zwischen 1999 und 2003 eine große Wanderausstellung der Werke Rockwells unter der Schirmherrschaft des High Museum of Art (Atlanta) stand, milderte sich die Einstellung vieler ursprünglich ablehnender Kritiker, und Rockwells Arbeiten werden ernsthafter unter Gesichtspunkten von Stil und Ikonografie betrachtet.

## Trivia
Die US-amerikanische Popsängerin Lana Del Rey benannte ihr sechstes Studioalbum und den ersten Titel darauf nach Rockwell, der Titel des Albums lautet Norman Fucking Rockwell!. Zudem wird sein Name in dem im selben Album vorhandenen Song Venice Bitch erwähnt.

## Belege
1. ↑  P. Johnston (Hrsg.): Seeing high and low : representing social conflict in American visual culture. Univ. of California Press, Berkeley [u. a.] 2006.
2. ↑  The Saturday Evening Post: About (Memento vom 5. November 2011 im Internet Archive).
3. ↑  J. Loughery: Americana (Norman Rockwell at the Guggenheim, Thomas Eakins at the Philadelphia Museum of Art and the winter’s exhibits at the Neue Gallery). Hudson Review (Bd. 55, S. 114–122). New York: Hudson Review, 2002.
4. ↑  M. H. Hennessey, A. C. Knutson: Norman Rockwell – pictures for the American people. Abrams, New York, NY 2000. Norman Rockwell exhibition itinerary: 5. November 1999 bis 30. Januar 2000, High Museum of Art, Atlanta … 15. November 2001 bis 3. März 2002, Solomon R. Guggenheim Museum, New York.
5. ↑  Allan Wallach: The Norman Rockwell Museum and the Representation of Social Conflict. In: Patricia Johnston (Hrsg.): Seeing high and low : representing social conflict in American visual culture. Univ. of California Press, Berkeley [u. a.] 2006.
6. ↑  Steven C. Munson: Selling Norman Rockwell. Commentary (Bd. 110, S. 64). Commentary, New York 2000.
7. ↑  Thomas Howing: The Great Art Contributor. In: M. H. Hennessey, A. C. Knutson: Norman Rockwell – pictures for the American people. Abrams, New York, NY 2000.
8. 1 2 3 4 5 6  K. A. Marling: Norman Rockwell 1894 – 1978 : Amerikas populärster Maler. Taschen, Köln [u. a.] 2005:.
9. ↑  Steven Heller: Rebelling Against Rockwell. In: M. H. Hennessey, A. C. Knutson: Norman Rockwell – pictures for the American people. Abrams, New York, NY 2000.
10. ↑  L. C. Olson: Portraits in Praise of A People: A Rhetorical Analysis of Norman Rockwell’s Icons in Franklin D. Roosevelt’s „Four Freedoms“ Campaign. Quarterly Journal of Speech 1983 (Bd. 69, S. 15–24).
11. ↑  M. K. Knight: Rosie the Riveter. Saturday Evening Post 2013 (Bd. 285, S. 94). Indianapolis: Benjamin Franklin Literary & Medical Society.
12. ↑  Robert Coles: Ruby Bridges and a Painting. In: M. H. Hennessey, A. C. Knutson: Norman Rockwell – pictures for the American people. Abrams, New York, NY 2000.
13. ↑  Norman Rockwell painting sends rare White House message on race
14. ↑  Francis Church. (2010). Ja, Virginia, es gibt einen Weihnachtsmann. in: Welt am Sonntag vom 19. Dezember 2010, S. 18.
15. ↑  Rosie the Riveter. Rosie the Riveter, archiviert vom Original (nicht mehr online verfügbar) am 15. April 2012; abgerufen am 28. April 2012.  Info: Der Archivlink wurde automatisch eingesetzt und noch nicht geprüft. Bitte prüfe Original- und Archivlink gemäß Anleitung und entferne dann diesen Hinweis.
16. ↑  The Norman Rockwell collection. Me, abgerufen am 28. April 2012.
17. ↑  Sein Dripping ist gar nicht übel in FAZ vom 9. August 2016, Seite 11
18. ↑  Norman Rockwell: Southern Justice (Murder in Mississippi). Artchive, abgerufen am 28. April 2012.
19. ↑  Jim Windolf: Keys to the Kingdom. In: Vanity fair. Februar 2008, abgerufen am 28. April 2012.
20. ↑  Rosenblum, Robert: Reintroducing Norman Rockwell. In: Hennessey, M. H., & Knutson, A. C. (2000). Norman Rockwell – pictures for the American people . New York, NY: Abrams.
21. ↑  Rockwell, N. (1988). Norman Rockwell : my adventures as an illustrator. (T. Rockwell, Hrsg.). New York: Abrams [u. a.].

| Personendaten    | Personendaten                                  |
| ---------------- | ---------------------------------------------- |
| NAME             | Rockwell, Norman                               |
| ALTERNATIVNAMEN  | Rockwell, Norman Percevel (vollständiger Name) |
| KURZBESCHREIBUNG | US-amerikanischer Maler und Illustrator        |
| GEBURTSDATUM     | 3. Februar 1894                                |
| GEBURTSORT       | New York City                                  |
| STERBEDATUM      | 8. November 1978                               |
| STERBEORT        | Stockbridge (Massachusetts)                    |